# Oecanthodes anomala
Oecanthodes anomala är en insektsart som beskrevs av Toms och D. Otte 1988. Oecanthodes anomala ingår i släktet Oecanthodes och familjen syrsor. Inga underarter finns listade i Catalogue of Life.